# Paul de Geslin
Pour les articles homonymes, voir Geslin.
Paul de Geslin, à l'état-civil Paul Alexandre de Geslin de Kersolon, dit Jean Loyseau (27 mars 1817, place des Lices, Rennes - 28 novembre 1888, Versailles) est un prêtre catholique français ordonné en 1845, pallottin entre 1848 et 1852,  qui a participé au Concile Vatican I.

## Biographie
Il est le fils de Marie Aimé Ferdinand Alexandre de Geslin et de son épouse, née Renée Bénigne Michelle Jeanne Prudence Loysel.
Ordonné prêtre après avoir exercé brièvement la profession d'avocat, il entre chez les Pallottins (Société de l'Apostolat catholique) et accompagne à Rome leur fondateur, saint Vincent Pallotti. Il quitte la Société en 1852 et devient aumônier au château Saint-Ange. Il tente sans succès d'appuyer auprès du Pape le point de vue des opposants à La Salette. En 1857, le cardinal Villecourt (partisan de La Salette dès la première heure) écrit au chanoine Rousselot (grand artisan de la reconnaissance de La Salette) qu'il a mis le Pape en garde contre l'abbé de Geslin, « cet ecclésiastique dangereux, dont les doctrines sont plus qu'équivoques sur plusieurs points », qui inspire à la jeunesse « de dangereux préjugés contre tous les corps religieux » et donne dans un « dangereux quiétisme ».   
Revenu en France en 1859, l'abbé de Geslin est un des fondateurs de la presse populaire catholique et collabore au journal L'Ouvrier, fondé par son père, sous les pseudonymes de Jean Loyseau ou de vicomte de Kersolon. Il est également rédacteur en chef de l'hebdomadaire Le Clocher.
Sa tombe se trouve au cimetière Saint-Louis de Versailles.

## Publications
- Écrits et lettres. Textes établis et annotés par Bruno Bayer, Paris 1972.
- Le vénérable Vincent Pallotti, Paris 1972.